# Герб островов Тристан-да-Кунья
Герб островов Тристан-да-Кунья утверждён в 2002 году, ранее на островах использовался герб острова Святой Елены.
Герб представляет собой пересечённый на лазурь и серебро щит, в поле которого переменно окрашенный ромб, сопровождаемый переменно окрашенными альбатросами, по два в лазури и серебре. На щите серебряный шлем, увенчанный стилизованной морской короной. В нашлемнике лазоревая лодка. Щит поддерживают омары натурального цвета. Снизу серебряная лента, на которой лазоревыми литерами начертан девиз: «Our Faith Is Our Strength» (с англ. — «Наша вера — наша сила»).